# 根本貞夫
根本 貞夫 （1942年12月12日 -）は、日本の元大蔵官僚。内閣官房内閣審議官、理財局次長、岩手県副知事などを歴任した。

## 略歴
1961年 奈良高校卒業、1965年 京都大学法学部卒業後、同年大蔵省（現財務省）に入省。国民生活と関連深いキャリアとしては、関税局では海外旅行者の免税枠の引き上げ（5万円から20万円）、理財局では国営昭和記念公園への国有地の移管などを処理する。理財局次長になる。また、岩手県に出向し副知事に、内閣官房に出向し内閣審議官になる。2013年4月 瑞宝中綬章を受章。次男、根本隆二郎はNTTグローバルビジネス推進室担当部長、NTT本社理事。